# A.T. Kearney
A.T. Kearney este o firmă de consultanță strategică și de management înființată în 1926 la Chicago, SUA.
Compania are 2.500 de angajați în 34 de țări.

## A.T. Kearney în România
Compania este prezentă și în România și este unul dintre principalii jucători de pe piața locală, unde derulează proiecte începând din anul 2003.
În anul 2007, A.T. Kearney a deschis un birou la București.
În luna iunie 2008, compania deținea 30% dintr-o piață de consultanță strategică estimată la circa 35 milioane Euro, compania deținând peste 50% din majoritatea piețelor estice, unde are deja o echipă 250 de consultanți.
Principalii concurenți ai A.T. Kearney pe piața româneasca de consultanță în management sunt McKinsey, Roland Berger și Horvath&Partners, Bucharest Consulting Group (partenerul local al gigantului BCG), precum și departamentele de advisory ale subsidiarelor din Big Four - PwC, KPMG, Ernst&Young și Deloitte.
Peste 30% dintre clienții companiei de consultanță în management sunt firme cu capital românesc.